# Sky computing
Le Sky Computing est un concept dérivé du Cloud Computing. Il correspond à un type de solution informatique reposant sur un ensemble de Clouds distribués et fédérés pour fonctionner ensemble de manière homogène. Cette expression est utilisée pour la première fois dans une publication IEEE de septembre 2009.

## Description
Le Sky Computing recouvre une réalité encore souvent désignée par les termes Clouds Fédérés ou Clouds Multiples,. Ce modèle tend à faire évoluer le cloud computing vers
des architectures informatiques plus performantes, plus souples et plus ouvertes. Il a par ailleurs pour finalité de gérer toute la complexité et l'hétérogénéité des solutions de Cloud Computing de manière transparente pour l'utilisateur, et à surpasser un certain nombre de ses contraintes ou limitations actuelles,,, :
- La "fermeture" du marché des offres Cloud à un certain nombre de solutions et API propriétaires
- Le manque d'interopérabilité entre les solutions existantes
- Les limitations quant à la scalabilité des solutions actuelles
- Des dénis de service encore trop fréquents sur des clouds isolés

## Applications
De la même manière que le Cloud Computing s'applique à l'ensemble des domaines du numérique, le Sky Computing dispose d'une infinité de champs d'application. Les premiers besoins identifiés sont ceux des groupes de recherche académiques nécessitant de grandes capacités de calcul informatique en parallèle. Ceci à l'instar de projets comme OpenScienceGrid  ou European Grid Infrastructure,

## Projets
Le projet de Sky Computing le plus avancé à ce jour est un projet basé sur The FutureGrid aux États-Unis et Grid'5000 en France, associés à la solution de Cloud Computing open-source Nimbus. Ce projet a été monté en collaboration en l'équipe de recherche Myriads à l'INRIA de Rennes - Bretagne Atlantique, le laboratoire ACIS de l'université de Floride et l'institut de calcul au laboratoire national Argonne de l'université de Chicago.

## Voir Aussi

### Articles Connexes
- Cloud computing
- Parallélisme (informatique)
- Architecture distribuée
- Grappe de serveurs

1. ↑  Céline Duguey, « La révolution du cloud », sur Sciences Ouest, avril 2013 (consulté le 22 juillet 2013)
2. 1 2  (en) Katarzyna Keahey, Mauricio Tsugawa, Andrea Matsunaga, José A.B. Fortes, Sky Computing, September/October 2009  (ISSN 1089-7801), IEEE(Volume:13,Issue:5)
3. 1 2  (en) an architecture for federated cloud computing, Rochwerger, Vasquez, Breitgand, Villari, Massonet, Levy, Galis, Llorente, Montero, Wolsthal, Nagin, Larsson, Galan
4. 1 2  (en)Multi-Cloud 2013. 1st International workshop on multi-cloud applications and federated clouds Ardagna, Schubert
5. ↑  Architecturing a Sky Computing Platform Petcu, Crenian, Neagul, Panica, Di Martino, Venticinque, Rak, Aversa,  (ISBN 978-3-642-22759-2)
6. ↑  OpenScienceGrid
7. ↑   European Grid Infrastructure
8. ↑  feature-reaching-sky-computing
9. ↑  futuregrid
10. ↑  grid'5000
11. ↑  nimbusproject
12. ↑  Large-Scale Cloud Computing Research: Sky Computing on FutureGrid and Grid’5000